# Ralph-Johannes Lilie
Ralph-Johannes Lilie (Amburgo, 30 dicembre 1947) è un bizantinista tedesco.

## Biografia
Ralph-Johannes Lilie ha conseguito il diploma di maturità presso la Sankt-Ansgar-Schule di Amburgo. Ha iniziato a studiare filologia classica e storia all'Università di Amburgo nel 1968 e ha proseguito gli studi di bizantinistica all'Università di Monaco. Qui ha conseguito la laurea in Studi Bizantini nel 1975 con una tesi sotto la supervisione di Hans-Georg Beck dal titolo "La reazione bizantina alle invasioni arabe. Studi sulla trasformazione strutturale dello Stato bizantino nel VII e VIII secolo" (titolo originale in tedesco Die byzantinische Reaktion auf die Ausbreitung der Araber. Studien zur Strukturwandlung des byzantinischen Staates im 7. und 8. Jahrhundert promoviert). Dal 1976 al 1978 è stato borsista presso il Centro Tedesco di Studi Veneziani (Deutsches Studienzentrum in Venedig).
Dal 1978 al 1984 è stato assistente di ricerca di Paul Speck presso il Seminario di greco moderno bizantino della Università libera di Berlino. Nel suo progetto di abilitazione, intendeva esaminare lo sviluppo delle relazioni politiche ed economiche con le repubbliche marinare dalle origini alla Quarta Crociata. Vi si è trasferito nel 1982-1983 e i risultati sono stati pubblicati nel 1984 con il titolo "Commercio e politica tra l'Impero bizantino e i Comuni italiani di Venezia, Pisa e Genova nell'epoca dei Comneni e degli Angeloi (1081-1204)" (titolo originale in tedesco Handel und Politik zwischen dem byzantinischen Reich und den italienischen Kommunen Venedig, Pisa und Genua in der Epoche der Komnenen und der Angeloi (1081–1204)). Dal 1984 al 2005 è stato professore associato presso la U.L. di Berlino. Dal 1992 al 2013 è stato responsabile del progetto Prosopography of the Byzantine World (PmbZ) presso l'Accademia delle scienze di Berlino, ricostituita nel 1994.
Lilie è uno dei maggiori esperti della storia dell'Impero bizantino durante la dinastia comnena. È diventato famoso a livello internazionale per le sue ricerche su Bisanzio e le Crociate. Egli elaborò sistematicamente la politica bizantina nei confronti dei crociati, dagli inizi fino alla svolta del 1204. Byzantium and the Crusader States (1993) è diventato un classico. Lilie è autore di diversi libri, come Bisanzio: Imperatore e Impero (1994), Bisanzio: la seconda Roma (2003), Bisanzio e le crociate (2004), Introduzione alla storia bizantina (2007). La sua concisa introduzione alla storia dell'Impero Romano d'Oriente, dalla sua nascita nel 330 d.C. alla sua caduta definitiva nel 1453, pubblicata per la prima volta nel 1999, è apparsa nella sua sesta edizione nel 2014. È uno dei libri su Bisanzio più letti nel mondo di lingua tedesca. Lilie fondò una nuova rivista, Berliner Byzantinistische Studien, in cui apparve anche il suo articolo su Bisanzio durante il regno di Irene e Costantino VI (782-802). È sposato con la medievalista Marie-Luise Favreau-Lilie.

## Opere
- (DE) Die byzantinische Reaktion auf die Ausbreitung der Araber Studien zur Strukturwandlung des byzantinischen Staates im 7. und 8. Jahrhundert, Inst. f. Byzantinistik u. Neugriech. Philologie d. Univ., 1976, OCLC 1072622844.
- (DE) Byzanz und die Kreuzfahrerstaaten : Studien zur Politik des Byzantinischen Reiches gegenüber den Staaten der Kreuzfahrer in Syrien und Palästina bis zum Vierten Kreuzzug (1096-1204), Monaco, Fink, 1981, ISBN 3-7705-2042-4, OCLC 9183471.
- (DE) Handel und Politik zwischen dem byzantinischen Reich und den italienischen Kommunen Venedig, Pisa und Genua in der Epoche der Komnenen und der Angeloi (1081-1204), Amsterdam, A.M. Hakkert, 1984, ISBN 90-256-0856-6, OCLC 13761873.
- (DE) Byzanz : Kaiser und Reich, Colonia, Böhlau, 1994, ISBN 3-412-00394-8, OCLC 33942212.
- (DE) Byzanz unter Eirene und Konstantin VI. (780-802), Francoforte sul Meno, P. Lang, 1996, ISBN 3-631-30582-6, OCLC 36058877.
- (DE) Byzanz Geschichte des oströmischen Reiches 326 - 1453, Monaco, Orig.-Ausg, 1999, ISBN 978-3-406-41885-3, OCLC 214962388.
- (DE) Byzanz : das zweite Rom, Berlino, Siedler, 2003, ISBN 3-88680-693-6, OCLC 51728287.
- (DE) , 2004, ISBN , OCLC, Byzanz und die Kreuzzüge, Stoccarda, W. Kohlhammer, 2004, ISBN 3-17-017033-3, OCLC 54825385.
- (DE) Einführung in die byzantinische Geschichte, Stoccarda, W. Kohlhammer, 2007, ISBN 978-3-17-018840-2, OCLC 191031821.